# クリスティアン・アツ
クリスティアン・アツ・タワサン（Christian Atsu Twasam, 1992年1月10日 - 2023年2月6日）は、ガーナ・グレーター・アクラ州出身のサッカー選手。元ガーナ代表。ポジションはMF。

## 経歴

### クラブ
2009年からポルトガルのFCポルトのユースチームでキャリアをスタートさせ、2011年にトップチーム昇格した。2011-12シーズンにリオ・アヴェFCにレンタル移籍し、2011年8月28日、SCオリャネンセ戦でプロデビューを果たした。
2013年9月1日、チェルシーFCがアツの保有権を買い取り、5年契約を締結。さらにフィテッセにレンタル移籍することが決定。2014年8月13日、エヴァートンにレンタル移籍した。
2015年5月30日、プレミアリーグ昇格を決めたAFCボーンマスにレンタル移籍することクラブ公式サイトで発表した。ボーンマスを率いる37歳のエディ・ハウ監督は、「彼の獲得には複数のプレミアリーグのクラブと争わなければなかなかった。だから私たちはとても嬉しいよ」とコメント。さらにクリスティアン・アツについては、「彼はスピートがあり、1対1に強い。プレミアリーグでは重要なことだ。だから私は彼の獲得が素晴らしいものだと思っている」と評価した。
2016年1月26日、リーガ・エスパニョーラのマラガCFへレンタル移籍。2017-18シーズンはニューカッスル・ユナイテッドにレンタル移籍した。
2017年5月24日にニューカッスル・ユナイテッドに完全移籍することが発表された。チェルシーで公式戦に出場する事なく移籍することとなった。
2021年7月17日、アル・ラーイドに移籍。
2022年にはトルコ1部リーグのハタイスポルに移籍。トルコに在住していた2023年2月6日に発生したトルコ・シリア地震では自宅の入るビルも倒壊し瓦礫の下敷きとなった。代理人を務めるムラト・ウズンメメットは「瓦礫からアツを引き上げたが、残念ながら亡くなっていた」と報告。また、所属するハタイスポルもアツの死去を確認し、「瓦礫の下で命を落としたアツの葬儀はガーナで行われます。我々は決してあなたを忘れない。美しい人よ。悲しみを説明する言葉が見つからない。安らかに眠ってください」との声明を出した。

### 代表
ガーナ代表として2012年6月1日、レソト代表戦でデビューを果たし、初得点を記録した。ガーナ代表として2014 FIFAワールドカップに出場し、2013年と2015年1月に開催されたアフリカネイションズカップにも2大会連続で出場した。

## 代表歴

### 出場大会
- ガーナ代表
  - 2014 FIFAワールドカップ

### 試合数
- 国際Aマッチ 65試合 10得点（2012年-2019年）[7]

| ガーナ代表 | 国際Aマッチ | 国際Aマッチ |
| 年         | 出場        | 得点        |
| ---------- | ----------- | ----------- |
| 2012       | 7           | 2           |
| 2013       | 13          | 3           |
| 2014       | 11          | 1           |
| 2015       | 12          | 3           |
| 2016       | 6           | 1           |
| 2017       | 8           | 0           |
| 2018       | 2           | 0           |
| 2019       | 6           | 0           |
| 通算       | 65          | 10          |

## タイトル
FCポルト
- プリメイラ・リーガ : 2012-13
- ポルトガル・スーパーカップ : 2012

ニューカッスル・ユナイテッドFC
- EFLチャンピオンシップ : 2016-17